# Klaus Dietz (Sprachwissenschaftler)
Klaus Dietz (* 10. Dezember 1935 in Mannheim; † 14. Oktober 2016 in Berlin) war ein deutscher Anglist, Sprachwissenschaftler und Hochschullehrer.

## Leben und Wirken
Klaus Dietz studierte Anglistik, Sprachwissenschaft und Geschichte und promovierte 1964 an der Universität Heidelberg. Von 1965 bis 1967 arbeitete er als wissenschaftlicher Assistent an der Universität Gießen und bis 1969 an der Universität Göttingen. Nach einer Lehrstuhlvertretung an der Universität Gießen (1968/69) wurde er 1969 ordentlicher Professor an der Universität Bonn und 1977 an der Freien Universität Berlin und zwar für Historische Englische Sprachwissenschaft und Mittelalterliche Englische Literatur. 2004 wurde er emeritiert. Er beschäftigte sich vor allem mit historischer Phonologie, Lexikologie, Namenkunde und der historischen Wortbildung.
Von 1992 bis 1997 war Dietz Vizepräsident der Freien Universität Berlin.

## Veröffentlichungen (Auswahl)
- Die Rezeption des vorkonsonantischen L in romanischen Lehnwörtern des Mittelenglischen und seine Reflexe im neuenglischen Standard. Fink, München 1968 (= Dissertation Universität Heidelberg).
- Ortsnamenwechsel im mittelalterlichen England (= Beiträge zur Namenforschung, Beiheft, N.F., Bd. 39). Winter, Heidelberg 1992, ISBN 3-533-04580-3.
- Schreibung und Lautung im mittelalterlichen Englisch. Entwicklung und Funktion der englischen Schreibungen ch, gh, sh, th, wh und ihrer kontinentalen Entsprechungen (= Anglistische Forschungen, Bd. 364). Winter, Heidelberg 2006, ISBN 3-8253-5208-0.

Außerdem zahlreiche Aufsätze in Fachzeitschriften (u. a. in der Zeitschrift Anglia oder der Beiträge zur Namensforschung).